# Franz Hörmann
Franz Hörmann (ur. 23 marca 1960 w Wiedniu) – austriacki ekonomista i profesor nadzwyczajny w instytucie Rewizji, Powiernictwa i Rachunkowości Uniwersytetu Ekonomicznego w Wiedniu.

## Historia

### Wykształcenie
W 1978 roku w Gimnazjum Maroitingergasse zdobył świadectwo dojrzałości z wyróżnieniem. Następnie od 1978 do 1983 studiował gospodarkę przedsiębiorstwa na Uniwersytecie Ekonomicznym w Wiedniu, studia zakończył pracą dyplomową na temat „Pakiet oprogramowania dla zintegrowanego systemu PHILIPS/EFW/TEO do obliczania zarobków akordowych w przedsiębiorstwie przemysłowym napisany w MBASIC”.

### Działalność zawodowa
W grudniu 1995 roku został Hörmann profesorem (Assistenzprofessor) i wykładowcą na Wydziale Podatków Przedsiębiorstw w Instytucie Rewizji, Powiernictwa i Rachunkowości Uniwersytetu Ekonomicznego w Wiedniu.